# Jornadas de Protesta Nacional
Las Jornadas de Protesta Nacional fueron días de manifestaciones civiles que periódicamente se realizaron en Chile de la década de 1980 para protestar contra la dictadura militar de Augusto Pinochet. Se caracterizaban por manifestaciones callejeras en la avenidas céntricas de la ciudad en las mañanas, huelgas y paros en las empresas, escuelas durante el día, barricadas y enfrentamientos en las poblaciones de la periferia de las ciudades, durante la noche hasta la madrugada. Las manifestaciones dejaron 131 muertos y cientos de heridos.

## Historia

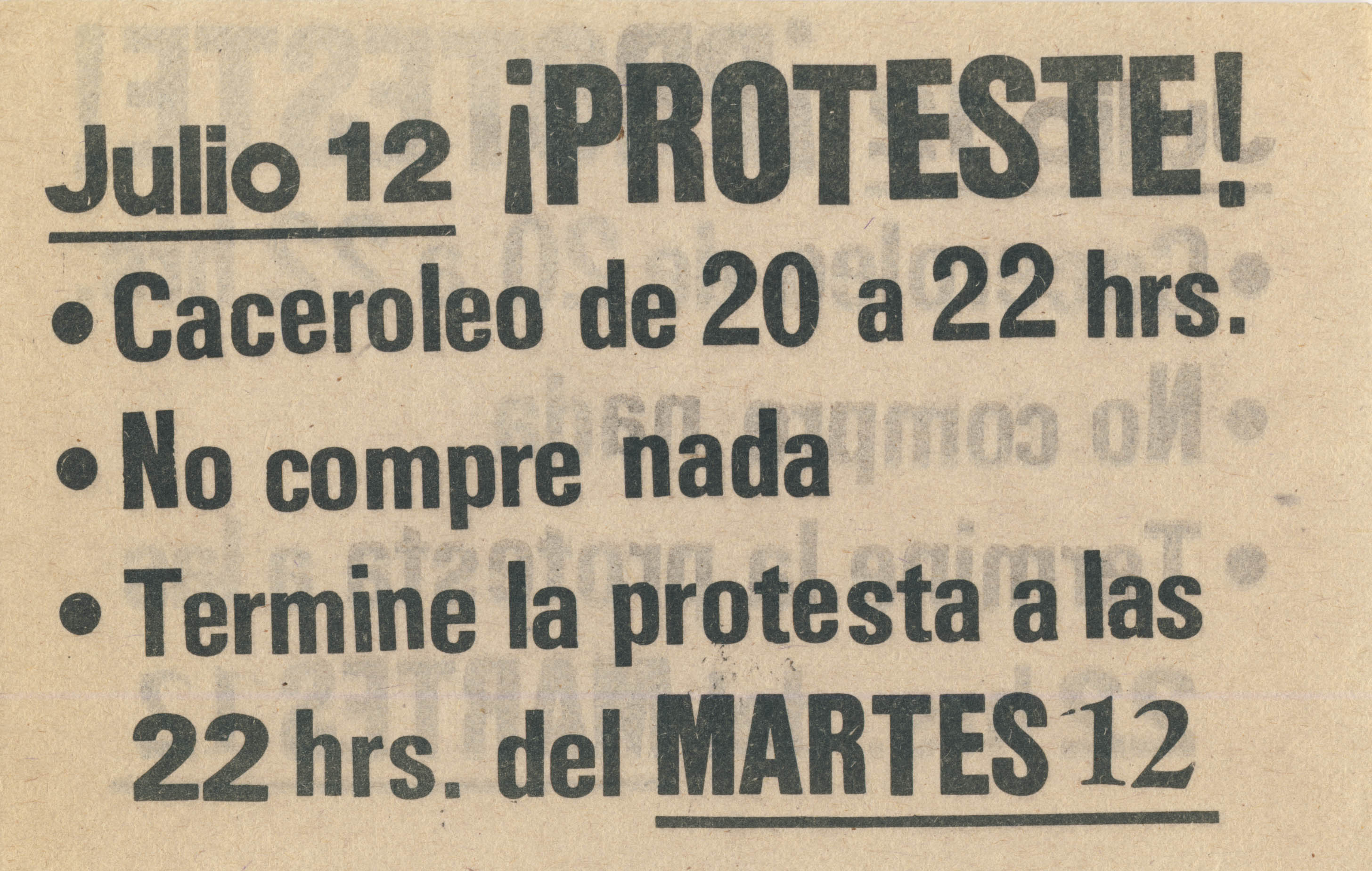
Panfleto convocando a la Tercera Jornada de Protesta Nacional (12 de julio de 1983).

Tras el golpe de Estado en Chile de 1973, la represión selectiva que se produjo en industrias y campos sobre los sindicalistas y militantes de partidos de izquierda; provocó que las manifestaciones antigobierno se trasladaran a un ámbito más cercano y confiable como lo eran las poblaciones o donde la gente vivía. Otra forma fue en manifestaciones callejeras diurnas en las ciudades, donde era fácil pasar a ser anónimo o mezclarse entre la muchedumbre en caso de represión. 
Esto condicionó a que los propios partidos llamaran a realizar manifestaciones contra el régimen en forma de protestas. Si bien siempre se llamaba a "paro" de actividades, estos no eran visibles ni importantes políticamente, por la represión interna en las empresas o porque los medios oficiales de comunicación permanentemente mostraban que los paros no eran acatados. No era lo mismo en el mundo estudiantil donde los padres ante el temor de acciones de violencia no enviaban sus hijos a clases. Donde era notorio y asumido era en las universidades que realmente detenían su funcionamiento.

## Descripción

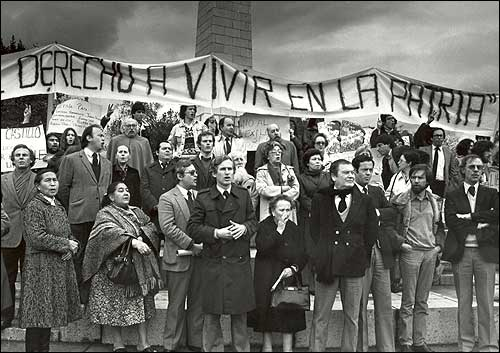
Manifestación diurna en contra del régimen en 1985.

Previo a la jornada en los días anteriores se multiplicaban las paredes pintadas con letreros llamando al día de paro o de protesta. Las octavillas y panfletos cubrían las calles y la prensa y radios de oposición llamaban a apoyar el paro. Comúnmente se realizaban algunas manifestaciones en las calles los días previos en las que al disolverse se arrojaban panfletos. La prensa oficialista nunca se refería a los llamados ni cubría las manifestaciones callejeras. La noche anterior era común ver a los empresarios de las microbuses anunciando que habría una total cobertura de su servicio, lo que era falso ya que no salían a trabajar por temor a destrozos. En las primeras horas era normal ver un ausentismo en las escuelas y empresas, motivados en parte por la falta de locomoción colectiva. Comúnmente ya había algún microbús quemado antes de la salida del sol. En los colegios las clases se cambiaban por actividades para los pocos alumnos que llegaban y ante la falta de profesores para cubrir todos los cursos.
Durante el día se multiplicaban pequeñas marchas y manifestaciones callejeras por las calles céntricas, las que eran fácilmente reprimidas. Sin embargo las manifestaciones más importantes por lo masivas y duraderas se daban en los campus universitarios. Los estudiantes detenían el tránsito y tras enfrentarse con los vehículos policiales se replegaban hacia los establecimientos. A veces los carabineros conseguían orden de ingreso a los establecimientos y detenían decenas de estudiantes. 
A media tarde los trabajadores eran enviados temprano a sus hogares ante la falta de locomoción colectiva que se producía en las últimas horas del día. Apenas se ocultaba el sol en las poblaciones se comenzaban a cerrar las calles con barricadas que eran defendidas con piedras, palos y a veces bombas molotov de la represión de carabineros y muchas veces militares. Las poblaciones más agresivas eran invadidas con vehículos de guerra. A diferencia de las luchas universitarias, en las poblaciones siempre había muertos.

## Jornadas de Protesta

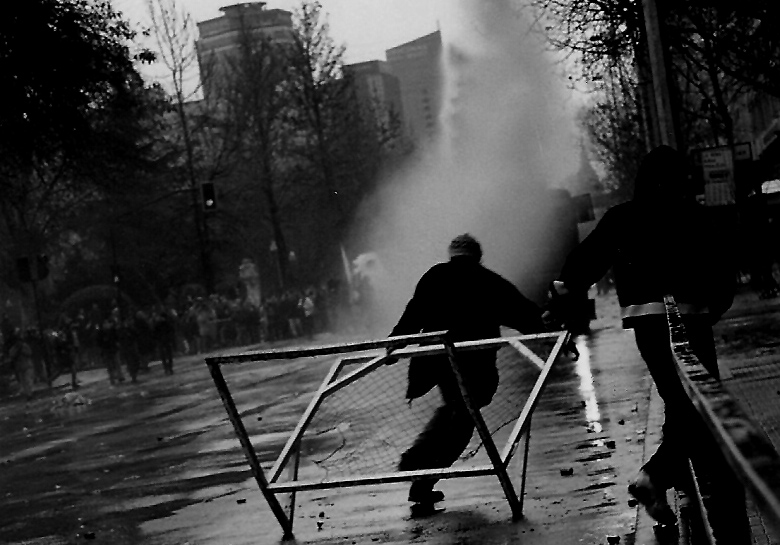
Joven creando una barricada en la principal avenida de Santiago de Chile.

La primera protesta ocurrió el 11 de mayo de 1983, y sus características serán replicadas en todas las demás hasta 1986. Fue convocada principalmente por la Confederación de Trabajadores del Cobre (CTC) y apoyada por diversos grupos de la oposición política. Su magnitud, diversidad y fuerza, sorprendió no sólo al gobierno, sino que a sus propios organizadores.
El régimen reaccionó con las represalias masivas. Días después de la primera protesta, cientos de Carabineros, militares y personal de civil allanaron en las poblaciones de Santiago más de 5000 casas. En algunas de ellas donde la protesta había sido más masiva como La Victoria, La Castrina, Yungay, Villa O'Higgins y Joao Goulart, las Fuerzas Armadas sacaron de sus casas a todos los hombres mayores de 14 años y fueron conducidos a canchas deportivas por horas, mientras chequeaban sus datos.
La segunda protesta se realizó el 14 de junio. Nuevamente la convocatoria partió desde el sindicalismo de oposición, conformado por el Comando Nacional de Trabajadores (CNT) la CNS, la CTC, la CEPCH, el FUT y la UDT, Unión Democrática de Trabajadores. El gobierno prohibió a los medios de comunicación informar sobre el tema y ordenó la detención de Rodolfo Seguel, presidente de la Confederación de Trabajadores del Cobre.

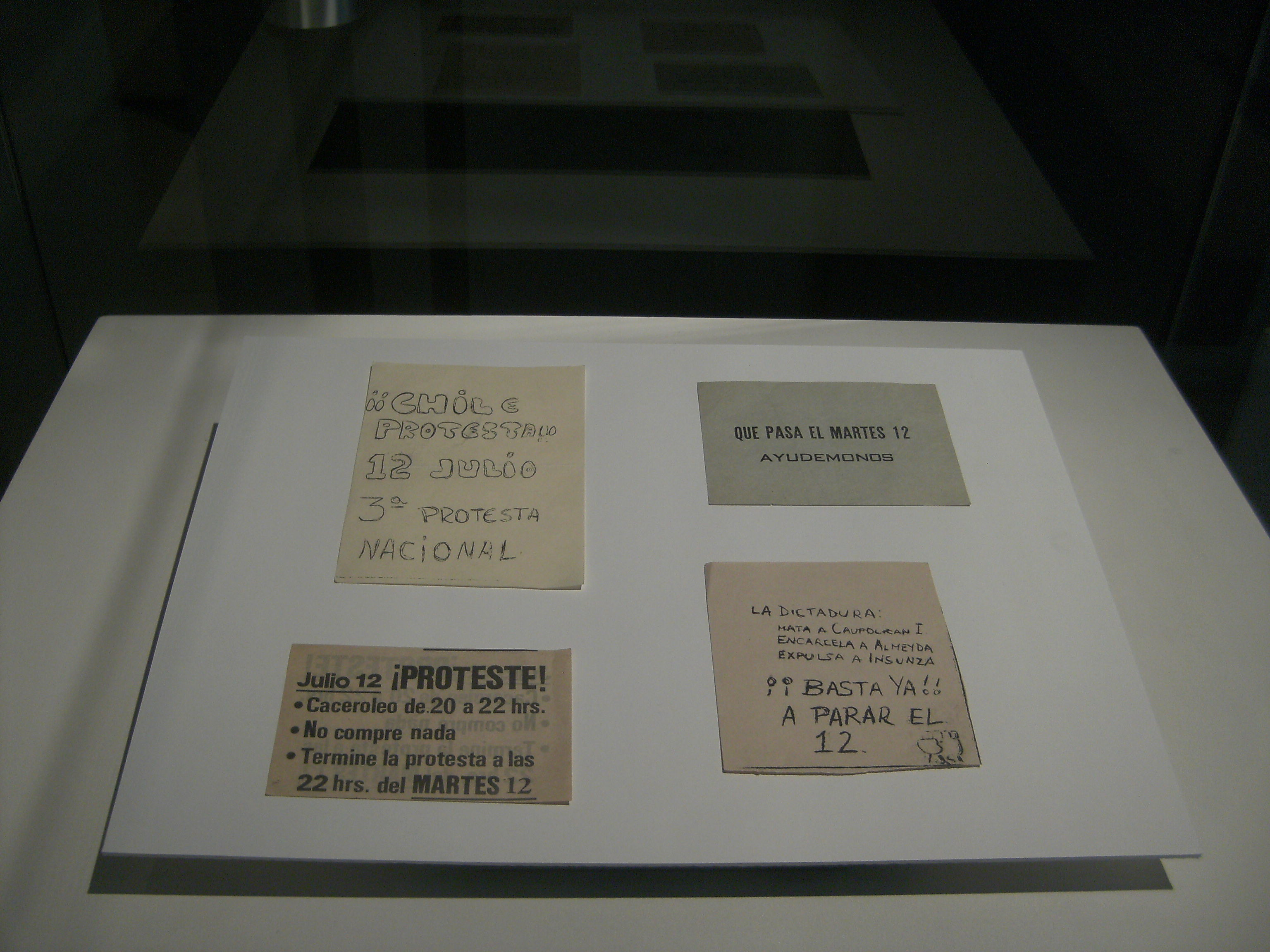
Panfletos de distintas calidades llamando a la tercera protesta del 12 de julio

La tercera protesta se efectuó el 12 de julio, organizada por el Comando Nacional de Trabajadores. El saldo final fue de cuatro 4 muertos. La cuarta protesta fue convocada para el 11 y 12 de agosto de 1983. Esta vez 18 mil efectivos militares salieron a las calles, protagonizando una represión que dejó un saldo de 29 muertos, 200 heridos y 1.000 detenidos. La quinta protesta nacional duró cuatro días, desde el 8 al 11 de septiembre de 1983. 9 personas murieron producto de la represión policial.
La sexta protesta fue convocada por el Movimiento Democrático Popular para los días 11, 12 y 13 de octubre de 1983. La séptima jornada de protesta ocurrió el 27 de octubre de 1983. El 27 de marzo de 1984 se desarrolló la octava jornada. La novena jornada de protesta nacional se desarrolló el 11 de mayo de 1984.
El 4 y 5 de septiembre de 1984 se desarrolló la décima jornada de protesta nacional. Se contabilizaron 10 muertos durante las manifestaciones, y en Copiapó una patrulla militar asesinó a un estudiante de la Universidad de Atacama y el jefe local de la CNI. La undécima protesta nacional se desarrolló el 29 y 30 de octubre de ese mismo año. Durante 1985 se multiplicaron las protestas.
La protesta mayor y última fue convocada para el 2 y 3 de julio de 1986 produciéndose el Caso Quemados que significó marchas y manifestaciones durante los funerales del joven asesinado. Tiempo después se producirán el desembarco de armas descubierto en Carrizal Bajo y el atentado contra Augusto Pinochet que hizo a la oposición al régimen replantear la forma de ponerle fin a la dictadura, inclinándose por una estrategia política electoral que se verá en el plebiscito de 1988.

## Consecuencias
Las Jornadas de Protesta fueron el contexto en torno al cual se aprecia la organización de las primeras alianzas políticas en contra de la dictadura. Primero se observó el surgimiento de la Asamblea de la Civilidad que reunió a sindicatos, federaciones estudiantiles, colegios profesionales y partidos políticos. Luego los partidos políticos se agruparán en torno a la Alianza Democrática, formado por el PDC y grupos socialistas, y el Movimiento Democrático Popular, formado por el PC y otros grupos socialistas y sociales. Paralelo a estos funcionaba el Comité de Defensa de Derechos Humanos y Sindicales impulsado por Clotario Blest. Después de 1986 las tácticas de protesta diurna centrada en piquetes callejeros y barricadas serán utilizadas en el paro de Federici y otras protestas universitarias previas y posteriores al plebiscito de 1988. Las protestas cambiaron la mentalidad de muchos chilenos y posibilitaron que las organizaciones y movimientos de la oposición pudieran darse con fuerza en el plebiscito de 1988.